# Malleville-les-Grès
Malleville-les-Grès és un municipi francès situat al departament del Sena Marítim i a la regió de Normandia. L'any 2007 tenia 158 habitants.

## Demografia

### Població
El 2007 la població de fet de Malleville-les-Grès era de 158 persones. Hi havia 61 famílies de les quals 16 eren unipersonals (16 homes vivint sols), 12 parelles sense fills, 29 parelles amb fills i 4 famílies monoparentals amb fills.
La població ha evolucionat segons el següent gràfic:
Habitants censats

### Habitatges
El 2007 hi havia 106 habitatges, 62 eren l'habitatge principal de la família, 42 eren segones residències i 2 estaven desocupats. Tots els 99 habitatges eren cases. Dels 62 habitatges principals, 52 estaven ocupats pels seus propietaris, 7 estaven llogats i ocupats pels llogaters i 2 estaven cedits a títol gratuït; 3 tenien dues cambres, 6 en tenien tres, 23 en tenien quatre i 30 en tenien cinc o més. 47 habitatges disposaven pel capbaix d'una plaça de pàrquing. A 28 habitatges hi havia un automòbil i a 27 n'hi havia dos o més.

### Piràmide de població
La piràmide de població per edats i sexe el 2009 era:
| Homes | Edats   | Dones |
| ----- | ------- | ----- |
| 0     | 95 o +  | 0     |
| 0     | 90 a 94 | 0     |
| 0     | 85 a 89 | 0     |
| 0     | 80 a 84 | 0     |
| 12    | 75 a 79 | 8     |
| 4     | 70 a 74 | 8     |
| 0     | 65 a 69 | 0     |
| 0     | 60 a 64 | 0     |
| 12    | 55 a 59 | 8     |
| 4     | 50 a 54 | 0     |
| 16    | 45 a 49 | 12    |
| 0     | 40 a 44 | 4     |
| 4     | 35 a 39 | 4     |
| 0     | 30 a 34 | 4     |
| 4     | 25 a 29 | 0     |
| 8     | 20 a 24 | 0     |
| 4     | 15 a 19 | 12    |
| 8     | 10 a 14 | 4     |
| 4     | 5 a 9   | 0     |
| 0     | 0 a 4   | 0     |

## Economia
El 2007 la població en edat de treballar era de 116 persones, 91 eren actives i 25 eren inactives. De les 91 persones actives 79 estaven ocupades (47 homes i 32 dones) i 12 estaven aturades (5 homes i 7 dones). De les 25 persones inactives 8 estaven jubilades, 13 estaven estudiant i 4 estaven classificades com a «altres inactius».

### Ingressos
El 2009 a Malleville-les-Grès hi havia 66 unitats fiscals que integraven 165 persones, la mediana anual d'ingressos fiscals per persona era de 17.910 €.

### Activitats econòmiques
Dels 4 establiments que hi havia el 2007, 1 era d'una empresa de construcció i 3 d'empreses de comerç i reparació d'automòbils.
L'únic servei als particulars que hi havia el 2009 era una fusteria.
L'any 2000 a Malleville-les-Grès hi havia 4 explotacions agrícoles.

## Poblacions més properes
El següent diagrama mostra les poblacions més properes.